# Thyridocalyx
Thyridocalyx é um género botânico pertencente à família Rubiaceae.